# إكيدا (أوساكا)
مدينة إكيدا (بالإنجليزية: Ikeda)‏ هي أحد المدن التابعة لمحافظة أوساكا. تأسست رسميًا في 29/04/1939. ويقدر عدد سكانها بـ 104426 نسمة حسب تقدير مكتب الإحصاء الياباني لعام 2012. تبلغ مساحة إكيدا 22.09 كم2. بكثافة سكانية تبلغ 4727 نسمة/كم2.

## توأمة
لإكيدا (أوساكا) اتفاقيات توأمة مع كل من:
- لاونسستون (1 نوفمبر 1965 - )
- سوجو

## أعلام
- كينسوكي تنابي
- كازو اكيتا
- كين هارادا
- إيتشيرو ناغاي
- يوكو تاناكا
- توموكي هاسيغاوا